# Bryochiton perpusillus
Bryochiton perpusillus är en svampart som beskrevs av Döbbeler 1978. Bryochiton perpusillus ingår i släktet Bryochiton och familjen Pseudoperisporiaceae.  Arten är reproducerande i Sverige. Inga underarter finns listade i Catalogue of Life.